# Ḥadīth di Gabriele
Nel sunnismo, l'ḥadīth di Gabriele, fra le narrazioni più importanti su Maometto, racchiude gli aspetti fondamentali dell'Islam (è hadith sia di Bukhari che di Muslim, entrambi vissuti nel IX secolo,  parte dei cosiddetti  Sei libri):
- i cinque pilastri;
- i sei articoli di fede;
- l'iḥsān.

## Versione di Omar ibn al-Khattab
Un giorno, mentre eravamo seduti accanto al messaggero di Allah ecco apparirci un uomo dagli abiti candidi e dai capelli di un nero intenso; su di lui non traspariva traccia di viaggio, ma nessuno di noi lo conosceva. Si sedette di fronte al Profeta, mise le ginocchia contro le sue e, appoggiando le palme delle mani sulle sue cosce, gli disse:
 
«O Muḥammad, dimmi cos'è l'Islam».
 
Il messaggero di Allah (pace su di lui) disse: «L'Islam è che tu testimoni che non c'è altro dio che Allah e che Muhammad è il messaggero di Allah; che tu compia la preghiera rituale, versi la zakat, digiuni nel mese di ramadan e faccia il pellegrinaggio alla Casa , se ne hai la possibilità». 

«Tu dici il vero!» disse l'uomo. Ci sorprese che fosse lui a interrogare il Profeta e lo approvasse. Gli chiese allora: «Dimmi cos'è l'iman».
 
Il Profeta rispose: «È che tu creda in Allah, nei Suoi Angeli, nei Suoi Libri, nei Suoi Messaggeri e nell'Ultimo giorno, e che tu creda nel decreto divino, sia nel bene che nel male».
 
«Tu dici il vero»! Replicò l'uomo che aveva parlato dicendo: «Dimmi che cosa è l'iḥsān». 

Il Profeta rispose: «È che tu adori Allah come se lo vedessi; perché se tu non Lo vedi, certamente Egli vede te». 

L'uomo disse: «Dimmi cos'è l'Ora» [il Giorno del Giudizio]. Muḥammad rispose: «L'interrogato non ne sa più di chi lo interroga». E l'uomo riprese: «Parlami allora dei segni premonitori». 

Muḥammad rispose: «Quando la schiava genererà la sua padrona, e quando vedrai i pastori, miseri, scalzi e nudi competere nelle costruzioni più elevate». 

Dopodiché l'uomo sparì e io rimasi assorto. Allora il Profeta (pace su di lui) mi chiese: «Omar, sai tu chi mi ha interrogato?»

Io risposi: «Allah e il Suo messaggero ne sanno di più.»

«Era Gabriele [l'Angelo Gabriele] – disse – che è venuto per insegnarvi la vostra religione».